# Gicik A’Mane
Gicik A’Mane, dawniej Foster, również Amen Pacierzu i AMEN, właściwie Rafał Ostrowski – polski raper, autor tekstów i grafficiarz, były członek zespołów JWP i Hewra (której był współzałożycielem), supergrupy PCP oraz kolektywu HEWRA MOBBYN. Prowadzi również karierę solową.
Współpracował z takimi wykonawcami, jak Kaz Bałagane, WWO, Zdechły Osa, 1988, Siwers, Pezet, Chris Carson, czy Belmondawg.

## Życiorys
Działalność hip-hopową Rafał Ostrowski rozpoczął w 1997 roku, na początku jako grafficiarz posługujący się pseudonimem „Glok”. Został jednym z pierwszych członków formacji grafficiarskiej JWP, która z czasem wyewoluowała w zespół muzyczny. Rapować zaczynał między 2000 a 2001, natomiast w roku 2002, już jako „Foster”, zadebiutował wokalnie na albumie duetu WSZ-CNE Te-Rap-Ja.
Po odejściu z JWP, Foster wraz z innym byłym członkiem grupy, producentem Kubą O. założył w 2013 roku duet Hewra. Po pewnym czasie zdecydowali się przyjąć trzeciego członka, również działającego wcześniej w JWP grafficiarza Meata. Ostatecznie, do grupy dołączyli też raper, wokalista i producent Don Poldon oraz grafik i raper Zazamek. W ramach przyjętej konwencji artystycznej Ostrowski porzucił pseudonim Foster, a działać zaczął jako „Amen Pacierzu” i „Gicik A’Mane” (decydując się ostatecznie na ten właśnie pseudonim). Formalnie działalność Hewry dobiegła końca w 2020 roku, gdy Ostrowski (będący również posiadaczem praw do znaku towarowego „Hewra”) zdecydował się odejść z grupy, w wyniku konfliktu z Kubą O. (w myśl zmiany pseudonimów, działającym jako „₪”). Wkrótce rozpoczął też solową karierę, a na początku 2021 roku wydał pod pseudonimem AMEN własny album Trafisz do nieba.

## Dyskografia

### Albumy studyjne
| Album                      | Dane                                                   | Pozycja na liście | Uwagi                   | Przypisy    |
| Album                      | Dane                                                   | POL               | Uwagi                   | Przypisy    |
| -------------------------- | ------------------------------------------------------ | ----------------- | ----------------------- | ----------- |
| Północ Centrum Południe    | - data: 26 kwietnia 2004 - wydawca: Vabank Records     | –                 | z PCP, członek formacji | [ 7 ]       |
| Numer jeden wróg publiczny | - data: 5 października 2007 - wydawca: EmbargoNagrania | 17                | z JWP, członek formacji | [ 8 ] [ 9 ] |
| Trafisz do nieba           | - data: 15 lutego 2021 - wydawca: wydanie własne       | –                 | jako AMEN, album solowy | [ 10 ]      |

### Kompilacje
| Album                        | Dane                                            | Uwagi                            | Przypisy |
| ---------------------------- | ----------------------------------------------- | -------------------------------- | -------- |
| HEWRA/MOBBYN.rar             | - data: 2016 - wydawca: wydanie własne          | z HEWRA MOBBYN, członek formacji | [ 11 ]   |
| Made in Hewra (2016, vol. 1) | - data: 21 marca 2021 - wydawca: wydanie własne | z Hewrą, członek formacji        | [ 12 ]   |

### Występy gościnne
Źródła.
| Rok  | Album                                                                | Utwór |
| ---- | -------------------------------------------------------------------- | --- |
| 2002 | WSZ-CNE – Te-Rap-Ja                                                  | „Nerwy” (gościnnie: Foster, Doni) |
| 2004 | Praktik – Dobra częstotliwość                                        | „Czy ty też…?” (gościnnie: Ero, Foster) |
| 2005 | WWO – Życie na kredycie                                              | „Mamona, dziwka” (gościnnie: Bastek, Foster) |
| 2005 | U ciebie w mieście 2                                                 | Vienio, Pezet, O.S.T.R., Ero, Foster, Pele, Lil' Dap – „U ciebie w mieście 2” Ero, Foster, Kosi, Doni – „Żyje… 2” Vienio, Pezet, O.S.T.R., Ero, Foster, Pele, Lil' Dap – „U ciebie w mieście 2 (Waco remix)” Vienio, Pezet, O.S.T.R., Ero, Foster, Pele, Lil' Dap – „U ciebie w mieście 2 (DJ Seb remix)” |
| 2006 | Bez Cenzury – Klasyk                                                 | „Przesiąknięci dźwiękiem” (gościnnie: Foster, Mercedresu) |
| 2006 | THS Klika – Liryka chodnika                                          | „Nerwy” (gościnnie: Ero, Foster) |
| 2007 | Beatowsky – Beatowsky                                                | „Jak za starych, dobrych czasów” (gościnnie: DJ DFC, Ero, Foster, Kosi, Łajzol) |
| 2011 | Jano, Joker – Free Man Show                                          | „Wybieram tą drogę” (gościnnie: Foster) |
| 2013 | Siwers – Bez ceregieli                                               | „Egzekucyjny pluton” (gościnnie: Bzyker, Kosi, Meat, Miki, Pih, Łysol, Foster, Ero) |
| 2014 | Bael DCH – Apetyt na dobre życie                                     | „Nieważne” (gościnnie: Foster) |
| 2014 | Kaz Bałagane, Bel Mondo – Sos, ciuchy i borciuchy                    | „Się wie” (gościnnie: Foster) |
| 2016 | Kaz Bałagane – Hugo Bucc 2                                           | „Tutej” (gościnnie: Amen Pacierzu) |
| 2016 | Kaz Bałagane – Radio Gruz                                            | „Poka fejs” (gościnnie: Amen Pacierzu) |
| 2017 | Mobbyn – Mobbyn                                                      | Belmondo, Amen Pacierzu – „Gaśnica” Kaz Bałagane, Oyche Doniz, Młody Dron, Amen Pacierzu, Belmondo – „Serengeti” Amen Pacierzu, Oyche Doniz – „Sypie się papier” Młody Dron, Belmondo, Amen Pacierzu – „Młyn”                                                                                             |
| 2018 | Kaz Bałagane – Chleb i miód                                          | „Lautpak” (gościnnie: Gicik A’Mane, Młody Dron) |
| 2020 | Kaz Bałagane – Digital Scale Music                                   | „Digital Scale Music” (gościnnie: AMEN) |
| 2021 | Chris Carson, DJ Soina – Olimp                                       | „12krzeseł (Mówię rację)” (gościnnie: AMEN) |
| 2021 | Siwers – Powrót z drogi donikąd                                      | „Petrolheadz” (gościnnie: AMEN, Kukon, Pezet) |
| 2021 | Kaz Bałagane – Cock.0z Mixtape                                       | „To idzie” (gościnnie: Gicik A’Mane) |
| 2022 | 1988 – Ruleta                                                        | „Ciągle stoję” (gościnnie: Gicik A’Mane, Kosi) |
| 2022 | 1988, DJ Zeten – Ruleta Hardcore                                     | „Ciągle stoję (Blend (Madlib – Crime Pays))” (gościnnie: Gicik A’Mane, Kosi) |
| 2023 | Zdechły Osa – Breslau Hardcore                                       | „Nawyki” (gościnnie: Kony, Hades, Kosi, Pikers, Gicik A’Mane) „Kurtyzanka za 2 dychy” (gościnnie: Gicik A’Mane, DJ Zeten) |
| 2023 | HAŁASTRA – Kombinatoryka                                             | „Przekaz” (gościnnie: Kaz Bałagane, Gicik A’Mane, Phunk'ill) |
| 2023 | Kosi, Szczur – To wydarzyło się naprawdę - oprócz tego, co zmyśliłem | „Cudotwórca” (gościnnie: Gicik A’Mane) |
| 2024 | Koneser – Archiwum X                                                 | „Beze mnie nie macie nic” (gościnnie: Gicik A’Mane) |
| 2024 | CRANK ALL – Asiano Mixtape 2044                                      | „ŚWIST” (gościnnie: Kwiatek Haze, Gicik A’Mane) |